# Söğütpınar, Azdavay
Söğütpınar là một xã thuộc huyện Azdavay, tỉnh Kastamonu, Thổ Nhĩ Kỳ. Dân số thời điểm năm 2008 là 87 người.